# Sistemski sat
Sistemski sat naziv je za sat koji se koristi u nekom računarskom sistemu s kojem se mjeri prolazak vremena. Prolazak vremena u većini slučajeva mjeri se kroz rad centralne jedinice nekog sistema. Brojanje započinje od početka rada nekog računalskog sistema.  Prolazak vremena također se mjeri posebnim sklopom na matičnoj ploči nekog računala.Da bi zadržali vrijeme i nakon isključenja napona mnoge matične ploče sadrže utor ili posebno mjesto na tiskanoj pločice gdje se može uključiti litijumska baterija ili neka druga vrsta baterije koja održava funkcije sata nakon gubitka napona.
Mnogi operacijski sustavi kao dio svog aplikacijskog okružja sadržavaju pograme koji omogućavaju pristup sistemskom satu. Operacijski sustavi imaju posebne naredbe koje korsite funkcije vremena i datuma, kao na primjer pokretanje nekih programa uvjetno o datumu i satu kao recimo obračun računa za kraj mjeseca ili zaključnog perioda.Programski jezici sadrže podršku za vrijeme, kalendar i druge funkcije koje su povezane s vremenom.
Kod umreženih sistema jako je važno da su svi sistemski satovi na svim računalskim sistemima međusobno usklađeni, odnosno da svi sistemi imaju isto vrijeme. Ovo usklađivanje je izvedljivo kroz posebne programe koji su dostpuni kroz operacijski sustav i koji obično usklađivaju vrijeme iz jednog izvora koji se zove vremenski poslužitelj koji može biti unutar lokalne mreže ili na internetu. Najpopularniji protokol za usklađivanje vremena preko računalskih mreža je Time Protocol (hrv. vremenski protokol) koji je pokriven s internetskim standardom RFC 868 koji radi preko mrežnih protokola TCP ili UDP. Postoje također i vremenski poslužitelji koji usklađuju vrijeme prema otkucajima atomskog sata koji su dostupni preko radio frekvencija koje rabi GPS geolokacijski satelitski sustav.